# Sopdu
|  | Aquest article tracta sobre deïtat egipcià. Si cerqueu nomós XX de l'antic Egipte, vegeu «Sepdu». |

En la mitologia egípcia, Sopdu Septu o Sopedu era originalment la calor abrasadora del sol de l'estiu. Els efectes de l'abrasadora del sol va portar moltes cultures antigues a veure com guerrers, i els egipcis no eren diferents a això, amb Sopdu tant ser vist com un déu de la guerra. Sopdu, deriva d'aquesta calor que arriba poc després de l'ortus helíac de l'estrella Sírius i, per tant, era percebut com la deïficació de Sírius (Sopd és la forma masculina de Sopdet, «t» és el femení determinant). En efecte, s'ha dit que Sopdet va donar a llum a aquesta calor, i així Sopdu va ser vist com el seu fill. Els grecs van fer una conclusió similar: el nom grec Sírius significa essencialment abrasador.
Com que l'ortus helíac es produeix a l'est, i la calor del sol comença allà cada dia, Sopdu es coneix com el Senyor de l'Orient i va tenir el seu major centre de culte al nomos més oriental del Baix Egipte, que va ser nomenat Sepdu, que significa lloc de Sopdu. La combinació de ser un déu de la guerra, i ser associat amb el límit oriental, porten a Sopdu està representat com un guerrer asiàtic, amb una faixa shemset i la destral llarga, i en general es diu per protegir les fronteres d'Egipte. Quan els egipcis van conquistar el Sinaí, també fou erigit en protector de les mines de turquesa, presents en la seva major part al Sinaí.
El seu nom està compost pel jeroglífic d'«afilat», un triangle punxegut, i el sufix plural tercera persona (un Quail), de manera que una traducció literal del seu nom és «els aguts» No obstant això, el glif triangle era en realitat una representació d'un aculi vegetal, que els egipcis es refereix com una dent, de manera que el seu nom podria ser vist com el plural de dent. En conseqüència, els déus guerrers també s'associen amb la mort, es va dir, en els Textos de les Piràmides, per protegir les dents dels morts.
En l'Imperi Mitjà, com un déu guerrer, es va convertir fortament associats amb el faraó, que, juntament amb el seu déu és el cel, condueixen a una associació amb Horus, el déu del cel, que es deia que era patró del faraó. En conseqüència, Sopdu començà sent representat com l'ús de les dues plomes de falcó com un adorn de cap, que representava a Horus, que era vist com un falcó. També va començar a ser identificat com l'abanderat d'Horus - guanyant el glif d'un falcó en un estàndard en el seu nom. En aquest moment, el sufix plural del seu nom, anteriorment un jeroglífic d'una guatlla, es va demostrar amb l'abreviatura hieràtica - un remolí, que sovint condueix a errors d'interpretació de la norma que representen la guatlla, que sembla haver desaparegut d'una altra manera. Amb el temps, l'associació amb Horus portar a la seva identitat a poc a poc a la fusió d'Horus, i en el Nou Regne, va ser coneguda com a Har-Septu, un aspecte d'Horus més que un individu.